# Polyura carolus
Polyura carolus är en fjärilsart som beskrevs av Hans Fruhstorfer 1904. Polyura carolus ingår i släktet Polyura och familjen praktfjärilar. Inga underarter finns listade i Catalogue of Life.